# Application affine
Ne pas confondre avec la transformation géométrique appelée « affinité », ni avec la notion de fonction affine.

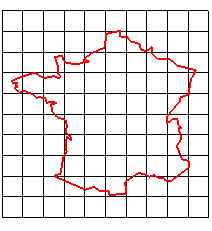
Représentation usuelle d’une carte de France quadrillée.

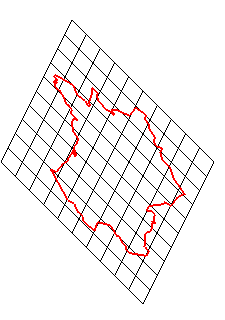
Image de la précédente représentation par une application affine. Le quadrillage permet de mieux visualiser la conservation du parallélisme.

En géométrie, une application affine est une application entre deux espaces affines qui est compatible avec leur structure. Cette notion généralise celle de fonction affine de ℝ dans ℝ ({\displaystyle x\mapsto ax+b}), sous la forme {\displaystyle X\mapsto A({\overrightarrow {OX}})+B}, où {\displaystyle A} est une application linéaire et {\displaystyle B} est un point.
Une bijection affine (qui est un cas particulier de transformation géométrique) envoie les sous-espaces affines, comme les points, les droites ou les plans, sur le même type d'objet géométrique, tout en préservant la notion de parallélisme. 
Dans son Introductio in analysin infinitorum de 1748, Leonhard Euler introduit le mot « affinité » dans un sens mathématique, avec une acception différente, lorsqu’il discute les courbes dont les abscisses et les ordonnées respectives sont dans des rapports déterminés, mais pas nécessairement égaux : « à cause de l’espèce d’analogie qu'on remarque dans les courbes qu’on obtient de cette manière, on dira qu’elles ont entre elles de l’affinité. »

## Définition et premières propriétés
Soient E et E' deux espaces affines, d'espaces vectoriels associés {\displaystyle {\vec {E}}} et {\displaystyle {\vec {E}}'}. Une application f de E dans E' est dite affine si elle vérifie l'une des deux conditions équivalentes suivantes (donc les deux) :
1. il existe une application linéaire {\displaystyle {\vec {f}}:{\vec {E}}\to {\vec {E}}'}, un point O de E, et un point O' de E' tels que :{\displaystyle \forall M\in E\quad {\vec {f}}({\overrightarrow {OM}})={\overrightarrow {O'f(M)}}\quad {\text{ou  encore}}\quad f(M)=O'+{\vec {f}}({\overrightarrow {OM}})~;}
2. f conserve les barycentres.

Dans la condition 1, étant donnés deux points O et O', l'équation générique reliant les applications f et {\displaystyle {\vec {f}}} détermine entièrement chacune en fonction de l'autre, et la linéarité de {\displaystyle {\vec {f}}} impose que {\displaystyle {\vec {f}}({\vec {0}}_{E})={\vec {0}}_{E'}}, c'est-à-dire que f(O) = O'. D'après la relation de Chasles, l'application {\displaystyle {\vec {f}}}, appelée la partie linéaire de l'application affine f, est alors indépendante du choix de O ; autrement dit :
Si E est de dimension n, f est également déterminée par la donnée de n + 1 points formant un repère affine, et de leurs images.
Des sous-espaces affines parallèles dans E ont pour images des sous-espaces affines parallèles dans E' ; autrement dit : les applications affines préservent le parallélisme.
Une application affine d'un espace affine dans lui-même est appelée endomorphisme affine, et un endomorphisme bijectif est appelé un automorphisme, ou plus couramment une transformation affine. Les transformations affines forment un groupe, appelé le groupe affine de E, et noté GA(E).

## Exemples d'endomorphismes affines
- Les translations (caractérisation : partie linéaire = l'identité) ;
- Les symétries centrales (caractérisation : partie linéaire = moins l'identité) ;
- Plus généralement, les homothéties affines (caractérisation : partie linéaire = une homothétie vectorielle, uniquement dans le cas d'un rapport différent de 1) ;
- Les symétries affines (caractérisation : au moins un point fixe et partie linéaire = une involution, ou application affine de carré égal à l'identité) ;
- Les projections affines (caractérisation : au moins un point fixe et partie linéaire = un projecteur, ou application affine de carré égal à elle-même) ;
- Les affinités, comprenant toutes les précédentes ;
- Les transvections ;
- Dans le cas euclidien : les isométries et similitudes.

## Points fixes des endomorphismes affines
Les points fixes jouent un rôle important pour les endomorphismes affines car un endomorphisme affine ayant un point fixe {\displaystyle O\,} est "moralement" une application linéaire (du vectorialisé {\displaystyle E_{O}\,}).
S'il est non vide, l'ensemble des points fixes de l'endomorphisme affine {\displaystyle f\,} est un sous-espace affine de direction {\displaystyle Ker({\vec {f}}-id_{\vec {E}})} : de plus si {\displaystyle Im({\vec {f}}-id_{\vec {E}})={\vec {E}}}, alors il existe au moins un point invariant pour {\displaystyle f\,}.
On en déduit qu'en dimension finie {\displaystyle f\,} a un unique point invariant si et seulement si {\displaystyle {\vec {f}}} n'a pas de vecteurs invariants.
D'autre part, pour un endomorphisme affine {\displaystyle f\,} sans point fixe, on trouve facilement une translation qui, composée avec {\displaystyle f\,}, donne une application ayant un point fixe, mais cette translation ne commute pas avec {\displaystyle f\,} en général. Cependant, si {\displaystyle {\vec {E}}=Ker({\vec {f}}-id_{\vec {E}})\oplus Im({\vec {f}}-id_{\vec {E}})}, il existe un unique vecteur {\displaystyle u\,} et une unique application affine {\displaystyle g\,} ayant un point fixe telle que {\displaystyle f=t_{u}\circ g=g\circ t_{u}} ; c'est le cas par exemple des symétries glissées.

## Transformation affine comme cas particulier d'homographie
L'espace affine {\displaystyle E\,} peut être complété par un hyperplan à l'infini {\displaystyle H\,} en un espace projectif {\displaystyle {\hat {E}}} ; une transformation affine {\displaystyle f\,} de {\displaystyle E\,} se prolonge alors de façon unique en une transformation projective, ou homographie de {\displaystyle {\hat {E}}}, laissant {\displaystyle H\,} invariant.
Réciproquement, toute homographie laissant un hyperplan invariant se restreint dans le complémentaire de cet hyperplan à une transformation affine. 
En raccourci, les transformations affines sont les homographies ayant un hyperplan invariant, et on en déduit que le groupe affine est un sous-groupe du groupe projectif.

## Les applications affines dansKn
Les applications affines de K (le corps des scalaires) dans K sont exactement les applications {\displaystyle f:K\to K} de la forme
{\displaystyle \forall x\in K,\ f(x)=ax+b}
avec {\displaystyle a\,} et {\displaystyle b,} deux scalaires quelconques. On a alors: {\displaystyle b=f(0)}. L'application linéaire  associée, {\displaystyle {\vec {f}}:K\to K},  est définie par :
{\displaystyle \forall x\in K,\ {\vec {f}}(x)=ax}
De façon plus générale, une application affine {\displaystyle f:K^{n}\to K^{m}} est une application de la forme
{\displaystyle \forall X\in K^{n},\ f(X)=A\ X+B}
où {\displaystyle A\,} est une matrice {\displaystyle m\times n} et {\displaystyle B,} une matrice {\displaystyle m\times 1}. Alors, {\displaystyle B=f(O)\,}, {\displaystyle O} étant le vecteur nul de {\displaystyle K^{n}}. L'application linéaire associée, {\displaystyle {\vec {f}}:K^{n}\to K^{m}}, est définie par

### Translations et affinités dansRn
- L'application {\displaystyle T} est une translation de vecteur {\displaystyle {\vec {v}}} si et seulement si

{\displaystyle A=I_{n},\quad B={\vec {v}}.}
- L'application {\displaystyle T} est une affinité de coefficient {\displaystyle k} si et seulement si la matrice {\displaystyle A} n'admet pour valeurs propres que {\displaystyle 1} et {\displaystyle k}, et si les espaces propres associés sont supplémentaires (la somme de leurs dimensions est égale à {\displaystyle n}, l'une d'elles pouvant être nulle). 
  - En particulier, si {\displaystyle k=0}, l'affinité est une projection (la matrice {\displaystyle A} représente une projection vectorielle dans {\displaystyle \mathbb {R} ^{n}}).
  - Si {\displaystyle k=-1}, alors l'affinité est une symétrie (la matrice {\displaystyle A} représente une symétrie vectorielle).
  - Si {\displaystyle A} n'admet qu'une seule valeur propre {\displaystyle k\neq 1} de multiplicité {\displaystyle n}, alors {\displaystyle T} est une homothétie de rapport {\displaystyle k} et de centre {\displaystyle P} qui est l'unique point solution du système d'équations linéaires

{\displaystyle (I_{n}-A)\cdot X=B.}

## Caractérisations géométriques des applications affines
On suppose dans ce paragraphe que K = ℝ et que les espaces sont de dimension finie.
1) Les applications affines sont les applications conservant les barycentres.
Ceci vaut aussi bien pour les barycentres de familles finies que des centres d'inertie de parties munies de fonctions de masse ; le centre d'inertie d'un objet aura pour image par une application affine le centre d'inertie de l'objet image.
Grâce à l'associativité, on peut réduire la condition au fait de conserver les barycentres de deux points, mais on ne peut aller jusqu'à la conservation des milieux : toute application ℚ-affine conserve les milieux, or on peut construire par l'axiome du choix des applications ℚ-linéaires non ℝ-linéaires donc des applications ℚ-affines non ℝ-affines. 
Cependant, on peut montrer que
2) Les applications affines sont les applications continues conservant les milieux (ou, ce qui est équivalent, les parallélogrammes).
3) En dimension supérieure ou égale à 2, les transformations affines sont les bijections transformant une droite en une droite.
Ceci est une version du théorème fondamental de la géométrie affine. Il est remarquable qu'il n'y ait pas besoin de préciser que deux droites parallèles ont des images parallèles.
On peut même restreindre la caractérisation à :
4) En dimension supérieure ou égale à 2, les transformations affines sont les bijections transformant 3 points alignés en 3 points alignés.
Voir la page théorème fondamental de la géométrie affine pour plus de précisions.